# Epic Aircraft
Epic Aircraft — компания-производитель сертифицированных и экспериментальных самолётов бизнес класса из Орегона, США. Компания занимается разработкой и производством легких турбовинтовых и турбореактивных самолётов и самолетокомплектов для самостоятельной сборки.

## История
Компания основана в 2004 году. В 2009 переживает ряд судебных скандалов и проходит процедуру банкротства. В 2010 году компания продана китайской компании China Aviation Industry General Aircraft за 4,3 млн USD. По решению суда китайская компания будет владеть Epic в партнерстве с группой владельцев самолетов Epic — LT Builders Group. Однако уже в марте 2012 года свою долю в компании CAIGA продает российской компании S7 Technics (контролируется S7 Group).
В июле 2019 года стало известно о планах S7 Group начать выпуск джета Epic Victory в России. Для этого компания планирует построить завод в подмосковном Ступино. Строительство планируется начать в 4 квартале 2019 года, завершить к 2025 году.

## Самолёты

### Сертифицированные
- Epic Dynasty — турбовинтовой, одномоторный
- Epic Elite — реактивный, двухмоторный

### Экспериментальные
В соответствии с требованиями сертификации FAA для экспериментального класса, первый владелец должен собрать более 51 % самолёта, либо самолёт передаётся заводу-сборщику для профессиональной сборки.
- Epic LT — турбовинтовой, одномоторный[источник не указан 3173 дня]
- Epic Escape — турбовинтовой, одномоторный[источник не указан 3173 дня]
- Epic Victory[англ.] — реактивный, одномоторный[источник не указан 3173 дня]
- Epic 1000